# Sportswear
Cet article court présente un sujet plus développé dans : Vêtement de sport et Sportswear (mode).
Le sportswear est un mot anglais que Le Larousse traduit par « sports, « sports », et wear, « ce qu'on porte » » ; ce que confirme Universalis : « vêtements de sport ou de style sport ». Le Cambridge Dictionary donne une définition proche :  « (utilisé surtout dans les magasins) vêtements qui sont portés pour le sport ou d'autres activités physiques ». Une autre explication affirme que : « le sportswear désigne une famille de vêtements gravitant autour du sport, dans des dimensions variées et variables. » et que le terme reste « complexe à traduire en français, il renvoie à des vêtements athlétiques portés de manière décontractés ».
Mais sportswear possède donc un sens plus global, décrivant une : « famille assez large de vêtements, renvoyant à l'origine au domaine du sport et, par extension, au vêtement de loisirs et de détente » d'après le Dictionnaire international de la mode des Éditions du Regard. Marnie Fogg explique que « les stylistes de mode déconstruisent et adaptent l'image traditionnelle des vêtements de sport, pour mieux suggérer un certain idéal de jeunesse et de vitalité dans la vie quotidienne. »
De son côté, Le Dictionnaire de la mode de Thames & Hudson apporte une définition éloignée de son étymologie sportive : « Terme générique d'origine américaine s'appliquant à tout vêtement pour le jour à la fois pratique et confortable. »